# Akbulaki járás
Az Akbulaki járás (oroszul Акбула́кский райо́н) Oroszország egyik járása az Orenburgi területen. Székhelye Akbulak.

## Népesség
- 1989-ben 29 683 lakosa volt.
- 2002-ben 30 723 lakosa volt.
- 2010-ben 25 606 lakosa volt, melyből 13 897 orosz, 6 209 kazah, 2 855 ukrán, 1 010 tatár, 378 német, 141 mordvin, 100 koreai.